# Augustin Dupré
Pour les articles homonymes, voir Dupré.
Augustin Dupré, né à Saint-Étienne le 16 octobre 1748 et mort à Armentières-en-Brie le 30 janvier 1833, est un médailleur français, dont l'œuvre est marquée par le néoclassicisme.
Il fut le 14e Graveur général des monnaies sous la Révolution française et reçut des commandes du gouvernement des États-Unis d'Amérique.

## Biographie
Né à Saint-Étienne le 16 octobre 1748, fils de Jean Dupré, cordonnier et d'Élisabeth Peyret, Augustin Dupré  devient en 1766 l'élève de Jacques Olanier (1742-1798), puis part à Lyon en 1768 pour devenir orfèvre et a pour condisciples Rambert Dumarest et André Galle. Il commence sa carrière comme graveur à la Manufacture royale d'armes de Saint-Étienne. Vers 1769-1770, il s'installe à Paris et est admis à l'Académie royale de peinture et de sculpture en 1778 ; protégé de Jean-Antoine Houdon, il termine ses études en 1782.
Il grave ses premières médailles, par exemple celle commémorant les premiers vols en montgolfière et ballon (bronze, 1783) ou bien encore cette médaille gravée d'après des dessins de Benjamin Franklin, avec lequel il se lie, et d'Esprit Antoine Gibelin, Libertas Americana ; frappée dans les ateliers du Louvre, elle symbolise l'amitié entre la France et la jeune nation américaine (1782-1783, National Museum of American History). Le roi le nomme aux côtés de Benjamin Duvivier à la Monnaie.
La Révolution française va lui donner l'occasion de développer son art et de le mettre au service de tous. Le nouveau régime politique et la réforme monétaire nécessitant un changement complet des types monétaires, un concours à l'instigation du peintre Louis David est ouvert en avril 1791 par la Constituante. Il l'expose parmi d'autres travaux au Salon de Paris ; son adresse est 10 rue Dauphine.
Son projet est retenu pour le « Louis conventionnel ». À la suite de cette promotion, Dupré est nommé Graveur général des monnaies par décret de l'Assemblée nationale le 11 juillet 1791. Son différent est Artémis. Il occupera cette fonction jusqu'en 1803, date à laquelle il est révoqué par un décret du Premier Consul en date du 12 mars 1803. Il est remplacé par Pierre-Joseph Tiolier.
Le 14 août 1831 il est nommé chevalier de la Légion d'honneur : l'homme est âgé, il vit retiré dans un petit domaine appelé « le Château » du côté d'Armentières-en-Brie, qu'il avait acheté en 1793 sur la liste des biens nationaux et où il mourut deux ans plus tard. Ses deux fils, Alexandre et Appelles, nés de Reine Lochard, revendirent la propriété en 1836.
Il fut l'ami du sculpteur David d'Angers.

## Ses œuvres monétaires
La Révolution française encourageait les artistes à célébrer l'ordre nouveau. Augustin Dupré puisa l'inspiration de ses  compositions allégoriques dans la symbolique de l'Antiquité (Tables de la Loi, Génie de la Liberté, Hercule, bonnet phrygien, faisceaux de licteurs, balance, etc.) Ce fut le triomphe du style néo-classique.
Sa première contribution est le Louis d'or de 24 livres, type Au génie, l'avers porte encore le portrait de Louis XVI Roi des Français et la date 1792. Le revers représente un Génie ailé qui écrit le mot « Loi » sur une stèle, avec comme devise « Le Règne de la Loi » et la mention « An III de la liberté ». Un écu de six livres et un demi-écu en argent reprennent ce motif.
La République proclamée, il grava l'essentiel de la nouvelle monnaie décimale : les pièces de 1 centime, 5 centimes, 1 décime et 2 décimes à la Marianne ainsi que la pièce de 5 francs à l'Hercule en argent.
L'Hercule d'Augustin Dupré marqua la réapparition du franc. Il a été repris, avec des modifications, sous différentes républiques. Cet « écu » fut frappé de l'an IV à l'an XI, puis en 1848/1849 et de nouveau de 1870 à 1878. Il fut remis en lumière pour les frappes de prestige en argent de 10 francs (1965/1973) et de 50 francs (1974/1980), puis par l'émission d'une pièce commémorative de 5 francs en cupronickel en 1996. Des pièces de 100 € et de 1 000 € (or et argent), dites à l'Hercule modernisé gravé par Joaquin Jimenez, ont été frappées en 2011 ; en 2012, ce type réactualisé figure sur des pièces de 10 € en argent.
L'outillage et les papiers de Dupré, qu'il emporta avec lui en quittant l'emploi de graveur général, furent dispersés au cours du XIXe siècle par ses enfants. Une partie de ces fonds a pu être acquise dans un second temps par des établissements publics. On les retrouve aujourd'hui à Paris au Département des monnaies, médailles et antiques de la Bibliothèque nationale de France, à la Monnaie de Paris et au musée Carnavalet, ainsi qu'au musée d'Art et d'Industrie de Saint-Étienne.

## Galerie

Monnaies et médailles par Augustin Dupré
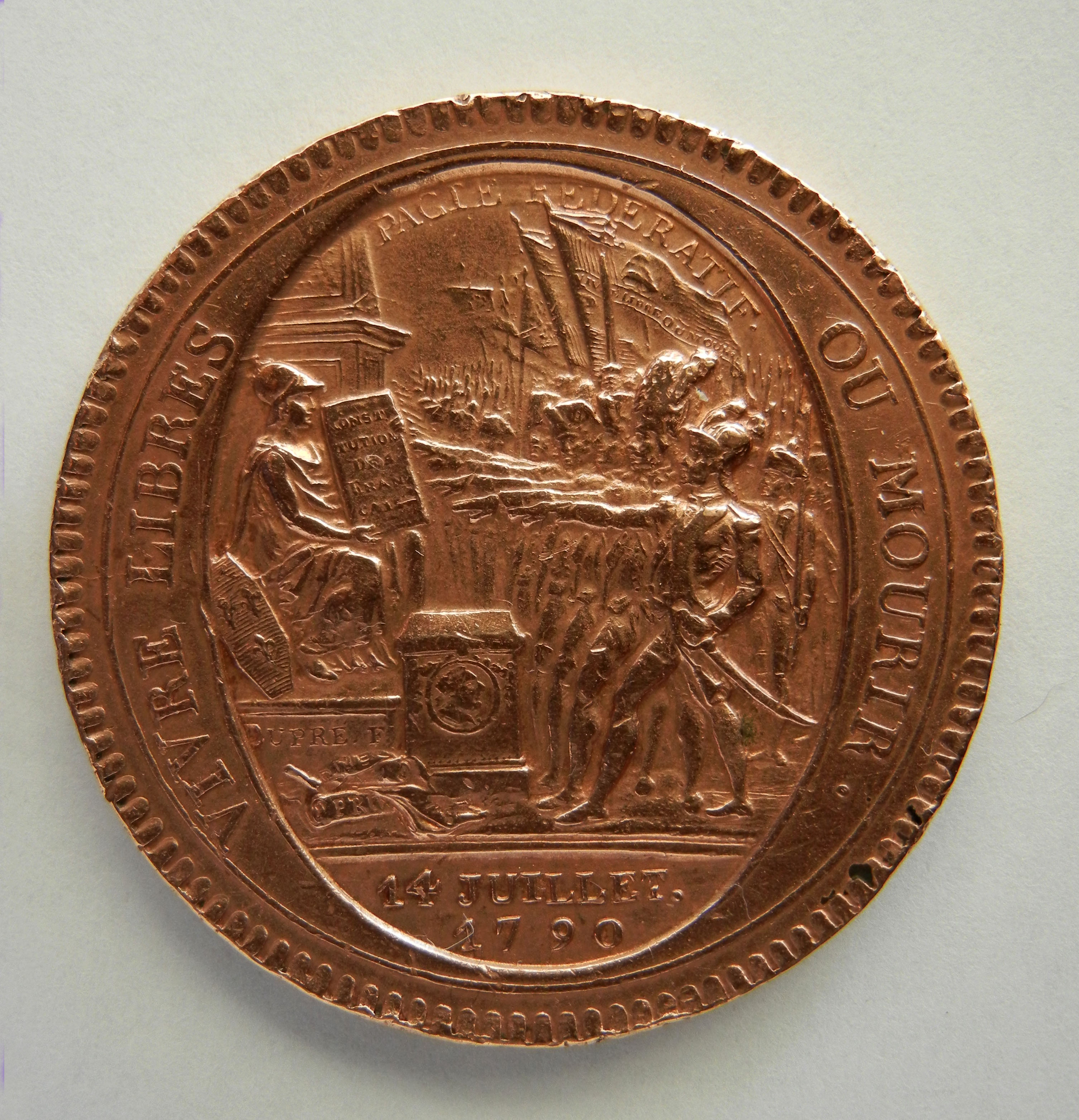
Monneron de 5 sols dit au « Pacte fédératif », 1792, avers.
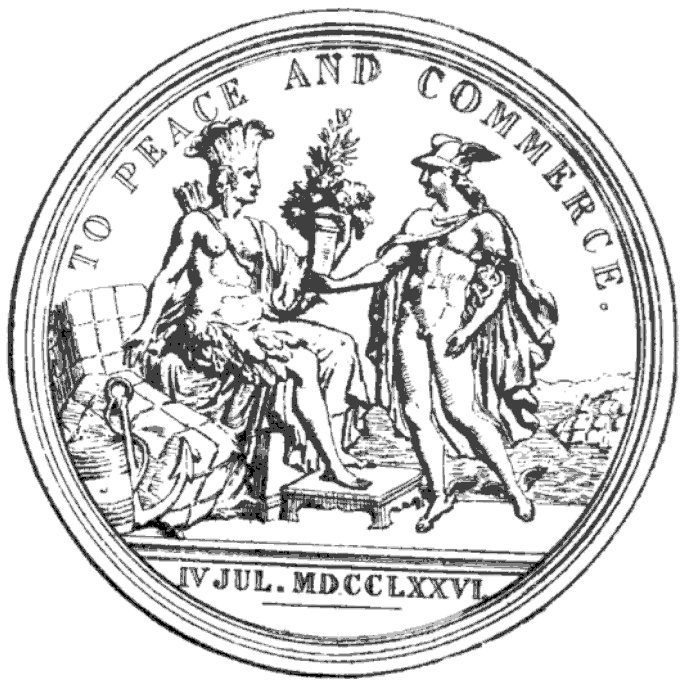
Médaille du Grand Sceau américain (1792) utilisée par l'US Mint depuis 1876, avers[7].
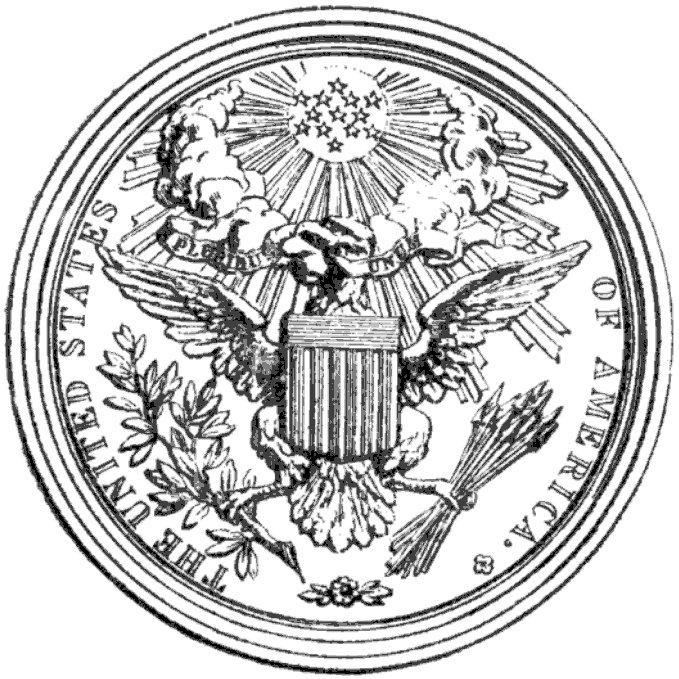
Médaille du Grand Sceau américain (1792), revers.
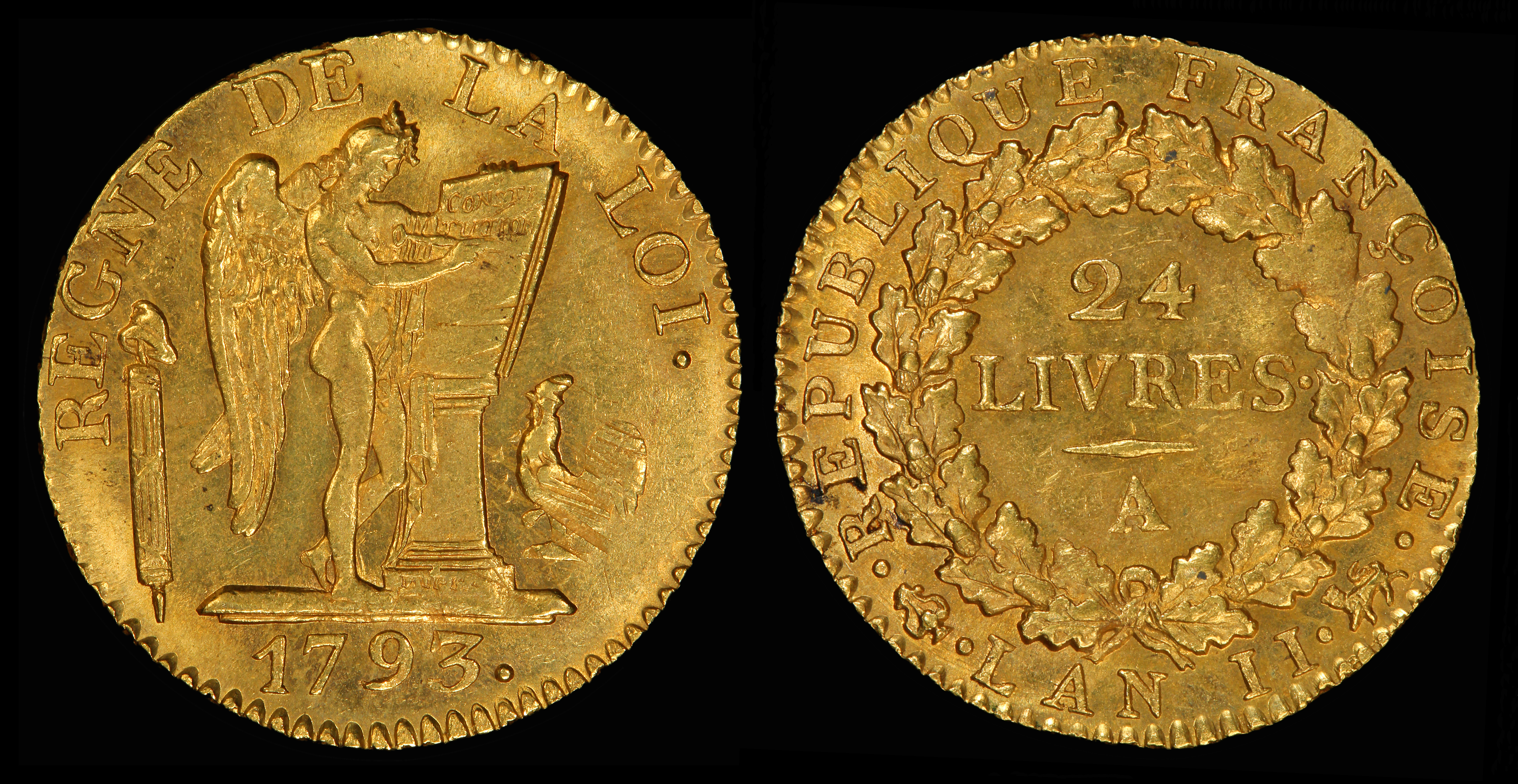
« Louis d'or » constitutionnel de 24 livres République Françoise, 1793, pesant 7,649 g.
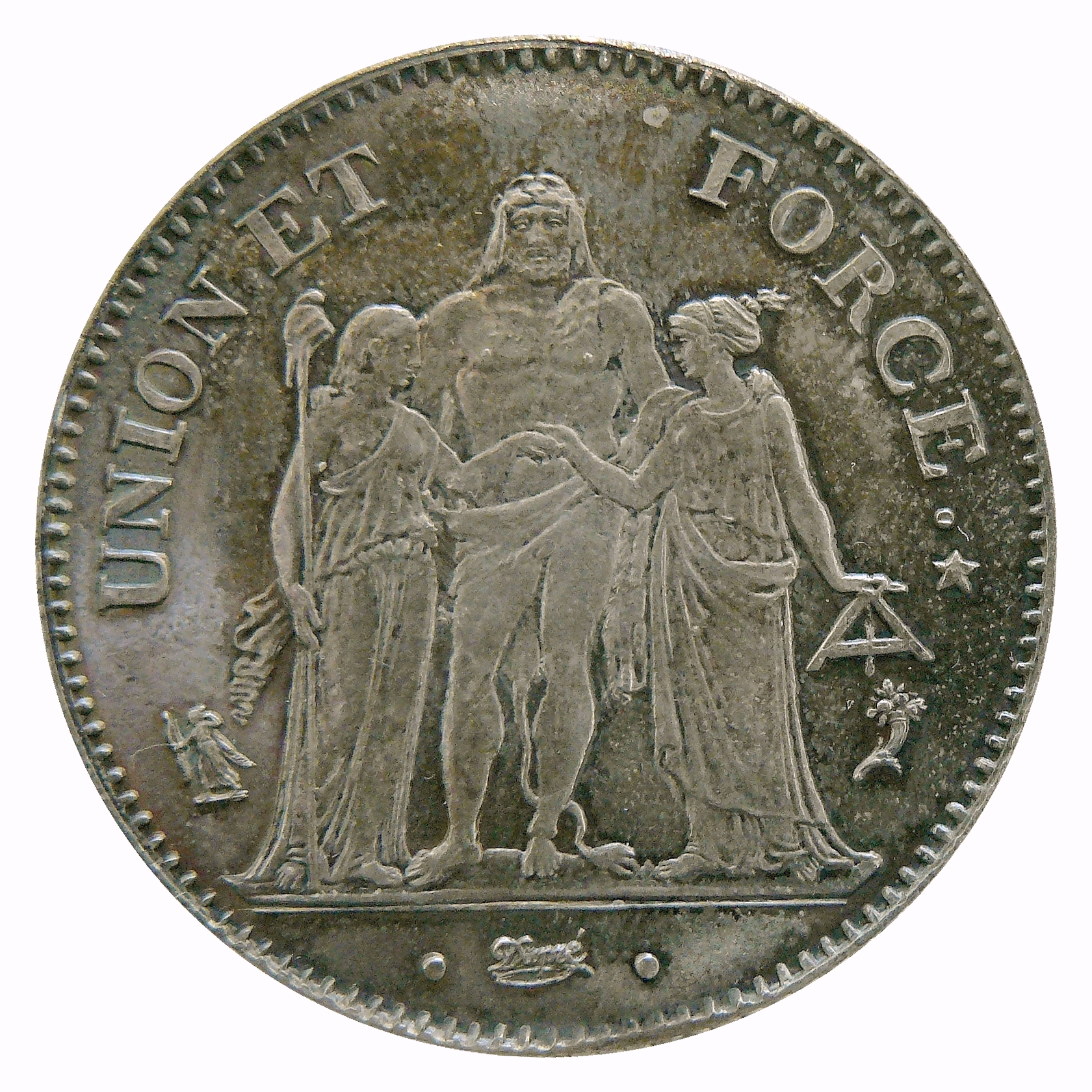
5 francs Type Hercule, Union et Force, Première République, An 5 [1795].
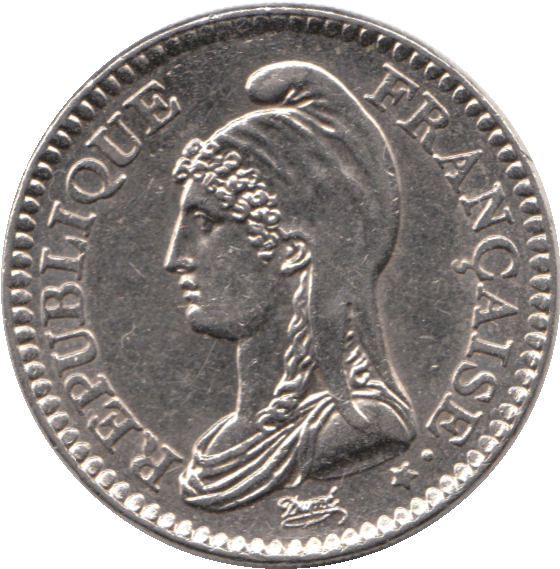
Motif de la Marianne de Dupré (1795) repris sur la pièce de 1 franc (1992)